# تشان كا مان
تشان كا مان (بالصينية: 陳枷彣) (من مواليد 6 مارس 1971) هي لاعب كاراتيه من هونغ كونغ التي فازت بميدالية برونزية في دورة الألعاب الآسيوية 2006 في فئة الكميت -60 كيلوغرام للسيدات.